# Журавлёво (Вологодская область)
Журавлёво — деревня в Великоустюгском районе Вологодской области России.
Входит в состав Юдинского сельского поселения, с точки зрения административно-территориального деления — в Юдинский сельсовет.

## География
Расстояние по автодороге до районного центра Великого Устюга — 1 км, до центра муниципального образования Юдино — 3 км. Ближайшие населённые пункты — Стрига, Коробейниково, Сотниково.

## Население
По переписи 2002 года население — 47 человек (21 мужчина, 26 женщин). Преобладающая национальность — русские (98 %).